# José María del Castillo y Rada
José María del Castillo y Rada (20 tháng 12 năm 1776 ở Cartagena de Indias – 5 tháng 6 năm 1833 ở Bogotá) là một chính trị gia tân granadine, Tổng thống của các tỉnh Tân Granada từ ngày 5 tháng 10 năm 1814 cho đến ngày 21 tháng 1 năm 1815. Castillo y Rada cũng từng là Phó Tổng thống Colombia từ ngày 6 tháng 6 năm 1821 cho đến ngày 3 tháng 10 năm 1821.